# クラウディオ・ボルギ
クラウディオ・ダニエル・ボルギ・ビドス（Claudio Daniel Borghi Bidos, 1964年9月28日 - ）は、アルゼンチン・ブエノスアイレス州出身の元サッカー選手、現サッカー指導者。アルゼンチン代表であった。攻撃的ミッドフィールダーとして、相手が予期出来ないタイミングで味方選手にパスを供給した。

## 選手経歴

### クラブ

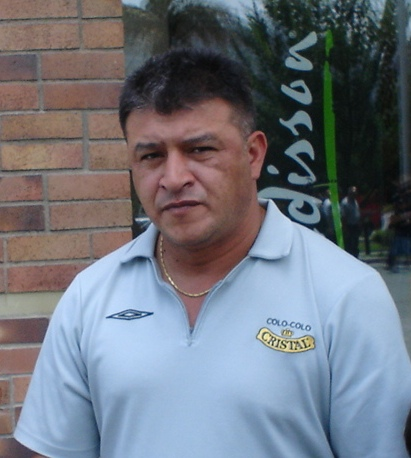
2006年のボルギ

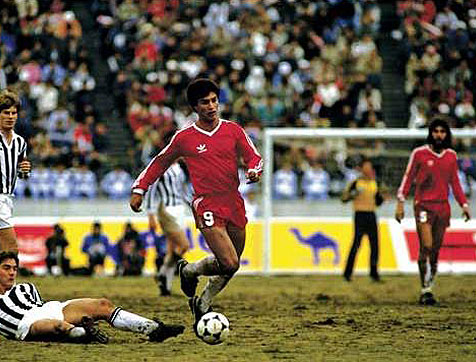
アルヘンティノス在籍時のボルギ

1981年に17歳でAAアルヘンティノス・ジュニアーズのトップチームへと合流した。アルゼンチン期待の若手選手とされ、デビューから約4ヵ月程で、フル代表にも選出されるなど、マラドーナの後継者と呼ばれた。プリメーラ・ディビシオンではメトロポリターノ1984とナシオナル1985で2度優勝。1985年にはコパ・リベルタドーレスに出場し、決勝でアメリカ・デ・カリを破って優勝した。年末には日本で開催されたインターコンチネンタルカップに出場し。試合には敗れたものの、ユヴェントスFCを相手に、優れたプレーを見せ、ミッシェル・プラティニからも「彼はサッカーの世界のピカソだ。」と称賛された。ユヴェントスのアニエリは、プラティニの後釜に据えるべく獲得に動いたが、シルヴィオ・ベルルスコーニも獲得に動いていた。
1987年、ユヴェントスとの争いを制し、ACミランが獲得した。チームにはオランダ代表のマルコ・ファン・バステンやルート・フリットがおり、当時のセリエAでは外国人選手が2人までしか許されておらず、親善試合で十分な活躍を見せたが、ベルルスコーニは渋々ボルギをカルチョ・コモへレンタルに出こととなった。この時、サンプドリアがレンタルを強く望んでいたが、優勝を争う可能性があるチームであったことから、コモへのレンタルとなった。コモでは真価を発輝出来ずに終わった。1988年、外国人選手の最大人数が3人に増やされ、ミランに戻ると、親善試合では良いプレーを見せ、ベルルスコーニ会長はフリット、ファンバステンとのトリデンテを組ませることを望んだが、アリゴ・サッキ監督は、オランダ代表のフランク・ライカールトをチームに加えることを優先した。この結果、ミランからヌーシャテル・ザマックスにレンタル移籍した。
その後は南米に戻ってCAリーベル・プレート、CRフラメンゴ（ブラジル）、CAインデペンディエンテなどでプレーし、フラメンゴではコパ・ド・ブラジルのタイトルを獲得した。1992年にチリのCSDコロコロに移籍すると、ここではようやく輝くプレーを見せた。同年にはレコパ・スダメリカーナとコパ・インテラメリカーナで優勝。その後もチリのクラブを渡り歩き、CDサンティアゴ・ワンダラーズでのプレーを最後に1999年に現役引退した。

### 代表
1986年3月26日フランス戦でアルゼンチン代表デビュー。デビュー2戦目のイスラエル戦で代表初得点を挙げた。1986年にはメキシコで開催されたFIFAワールドカップに出場し、イタリア戦とブルガリア戦に起用されたが、その後は起用されず、優勝の瞬間もベンチであった。

## 指導者経歴

### チリでの指導者経歴
現役引退後はチリで指導者の道に進み、2004年から2005年にはアウダックス・イタリアーノを指揮した。2006年にはCSDコロコロの監督に就任し、同年から翌年にかけてプリメーラ・ディビシオンで4連覇を果たした。2006年のコパ・スダメリカーナでは、決勝でCFパチューカ（メキシコ）に敗れたものの、同年の南米年間最優秀監督賞を受賞した。

### インデペンディエンテ
2008年6月にはアルゼンチンに復帰し、CAインデペンディエンテの監督に就任。過去10年で19人目の監督であった。しかし、アペルトゥーラ2008では成果を挙げられず、CAウラカンに0-1で敗れた後の10月5日に辞任した。インデペンディエンテでは17試合を指揮し、4勝9分4敗の成績だった。

### アルヘンティノス
2009年6月、選手としてデビューしたAAアルヘンティノス・ジュニアーズの監督に就任。しかし、クラウスーラ2009では19試合で2勝しかできず、最下位という成績に終わった。アペルトゥーラ2009ではチームを6位に導き、過去3シーズンの成績によって決まるプリメーラB・ナシオナル（2部）降格を免れた。クラウスーラ2010では、第2節のCAラヌース戦で6-3という大勝を挙げた。開幕から5試合でラヌース戦の1勝しかできず、1勝2分2敗とスタートダッシュに失敗したが、第6節のエストゥディアンテス・デ・ラ・プラタ戦に勝利し、この試合から最終節まで14試合連続無敗という快進撃を続けた。優勝を争うライバルのインデペンディエンテと対戦した第18節では、1-3の劣勢から4-3と逆転（うち2点は後半ロスタイムの得点）し、首位で最終節を迎えた。アウェーのエスタディオ・トマス・アドルフォ・ドゥコで行われた最終節では、CAウラカンに2-1で勝利し、25年ぶりの優勝を果たした。2位のエストゥディアンテスとは勝ち点1差だった。アルヘンティノスでは選手時代に4個のタイトルを獲得しており、通算5個目のタイトルとなった。わずか1年前には最下位だったチームを大変換させて優勝し、同年のコパ・スダメリカーナの出場権と2011年のコパ・リベルタドーレスの出場権を獲得した。しかし、優勝決定後にアルヘンティノスを離れる決断を下した。

### ボカ
2010年5月21日、ボカ・ジュニアーズ監督に就任した。しかし、アペルトゥーラ2010では公式戦14試合で勝ち点17しか獲得できず、さらに、CAリーベル・プレートとのスーペルクラシコに0-1で敗れて順位を15位まで落としたため、11月17日に辞任した。

### チリ代表
2011年2月24日、マルセロ・ビエルサ監督の後任としてチリ代表監督に就任。年俸は150万USドル。契約は2014 FIFAワールドカップ・南米予選までであり、本大会出場を決めた場合は契約が自動的に延長される。2012年11月14日、チリサッカー連盟のセルヒオ・ハデウ会長は成績不振によるボルギ監督の解任を発表した。南米予選の5連敗を含めて6連敗中だった。

## その他
暫定的にミランの監督を務めていた、ファビオ・カペッロとは関係性が良く、もしアリゴ・サッキではなく、カペッロがミランの監督を続けていたら自分の運命も変わったであろうと後に話した。
ラボーナをよく使っていたが、その理由として、左足でのキックが出来ないことを挙げていた。

### 指導者としての記録
| チーム | 就任          | 退任           | 記録   | 記録 | 記録 | 記録 | 記録 | 記録 | 記録 | 記録 |
| チーム | 就任          | 退任           | 試合数 | 勝利 | 引分 | 敗北 | 勝率 | 得点 | 失点 | 点差 |
| ------ | ------------- | -------------- | ------ | ---- | ---- | ---- | ---- | ---- | ---- | ---- |
| チリ   | 2011年2月24日 | 2012年11月14日 | 27     | 11   | 5    | 11   | 46.9 | 40   | 40   | 0    |

## タイトル

### 選手時代

#### クラブ
アルヘンティノス・ジュニアーズ
- プリメーラ・ディビシオン (2) : 1984M, 1985N
- コパ・リベルタドーレス (1) : 1985
- コパ・インテラメリカーナ (1) : 1985

フラメンゴ
- コパ・ド・ブラジル (1) : 1990

コロコロ
- レコパ・スダメリカーナ (1) : 1992
- コパ・インテラメリカーナ (1) : 1992

#### 代表
アルゼンチン代表
- FIFAワールドカップ (1) : 1986

### 指導者時代
コロコロ
- プリメーラ・ディビシオン (4) : 2006A, 2006C, 2007A, 2007C
- 南米年間最優秀監督賞 (1) : 2006

アルヘンティノス・ジュニアーズ
- プリメーラ・ディビシオン (1) : 2009-10C